# Lautsprecherstecker
Lautsprecherstecker dienen zum Anschluss von externen Lautsprechern an Verstärker.

## Lautsprecherstecker bis zu den 1960er-Jahren

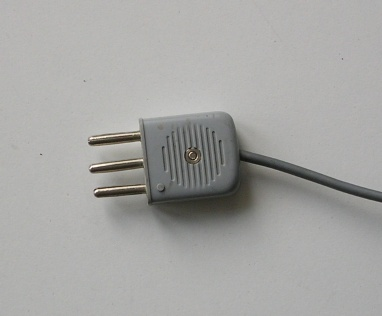
Lautsprecherstecker aus den 1960ern

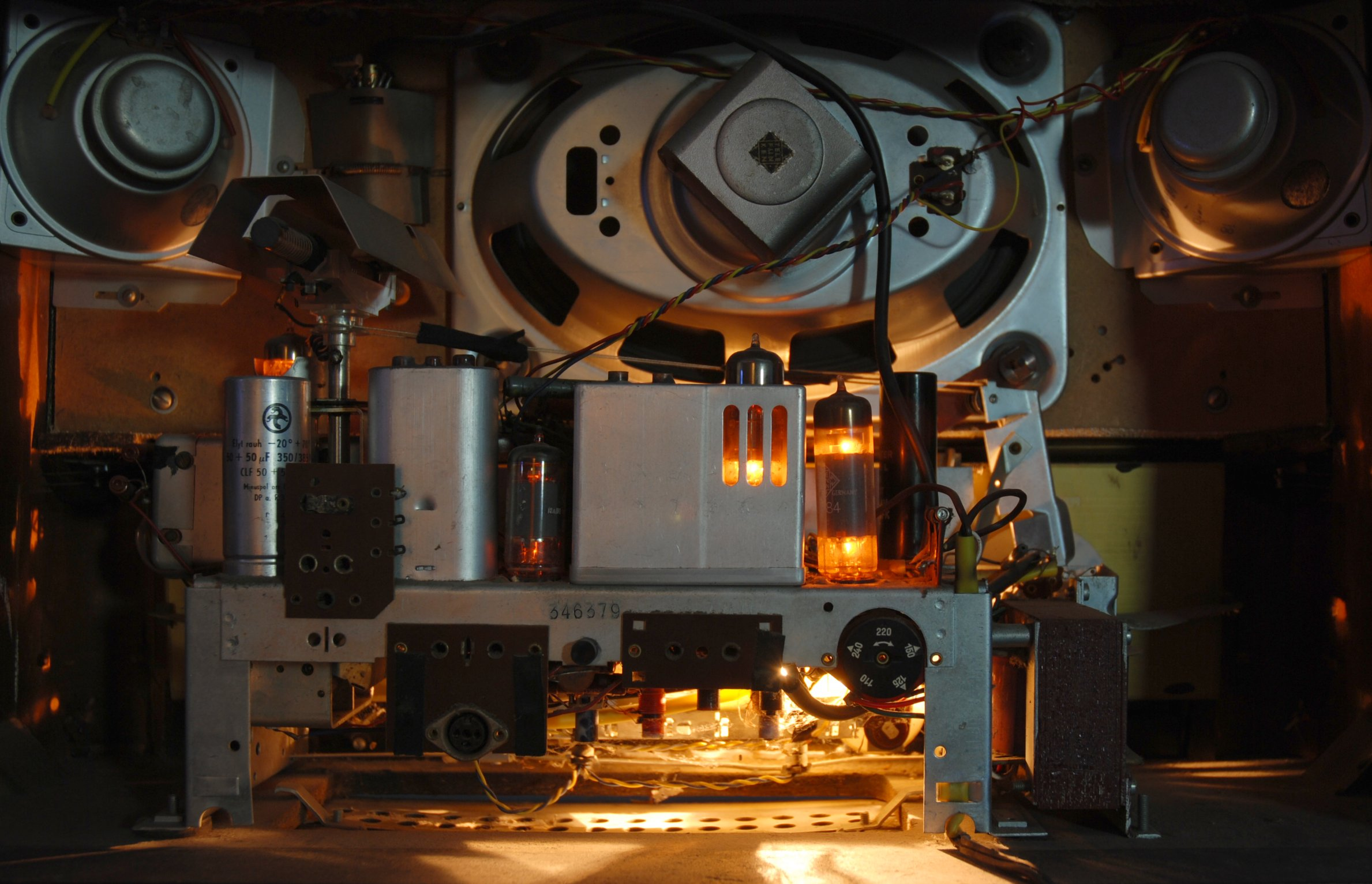
Röhrenradio von hinten, der Zweitlautsprecheranschluss befindet sich auf der rechten Hartpapierplatte

Lautsprecherstecker dienten hier dem Anschluss von externen Schallwandlern an Röhrenempfänger und bei der 100-V-Technik im ELA-Bereich. Die Buchsen sind dreipolig ausgeführt und ähneln mechanisch modernen Eurosteckern. Sie haben den gleichen Stiftdurchmesser (4 mm) und 19 mm Polabstand – zusätzlich weisen sie in der Mitte noch einen dritten gleichartigen Kontakt auf, so dass diese Stecker nicht in 230-V-Netzsteckdosen gesteckt werden können. Die Anschlussbuchsen sind kompatibel zu Bananensteckern.
Da die Anschlüsse eine hohe Impedanz besitzen, können elektrodynamische Lautsprecher nur über Übertrager angeschlossen werden. Insbesondere die Ausgangsbuchsen an alten Radios führen darüber hinaus die (lebensgefährliche) Anodenspannung gegen Masse, da sie direkt am Ausgangsübertrager angeschlossen waren. Radios dieser Zeit für Gleich- und wahlweisen Wechselstrombetrieb (Allstrom) verfügen häufig über keine galvanische Trennung des Chassis zum Stromnetz, weshalb an der Lautsprecherbuchse je nach Polung des Netzsteckers außerdem noch Netzspannung anliegen kann, was eine zusätzliche Gefährdung darstellt.
Belegung:
Außenkontakte = Ausgang und Masse
Mittelkontakt = meist nicht verwendet, bzw. Masse; soll eine Verwechslung mit dem sehr ähnlichen Tonabnehmerstecker vermeiden;
Da diese Steckernorm ein vertauschtes Einstecken um 180° grundsätzlich zulässt, ist zur Sicherstellung einer phasenrichtigen Verbindung (hier Vertauschen von Masse und Phase) manchmal eine Kennzeichnung durch einen Farbpunkt oder eine Marke sowohl am Stecker wie auch am Gerät bzw. einer Steckerbuchse angebracht.
Eine andere Möglichkeit, Geräte-Fehlfunktionen durch seitenvertauschtes Einstecken zu unterbinden, ist eine zusätzliche oder ausschließliche (unter Verzicht auf Nutzung eines der Außenkontakte) Belegung des mittigen Kontakts. Um diesen Mangel grundsätzlich zu beheben, wurde für den professionelleren Laborbereich einheitlich der Messgerätestecker eingeführt.

## Hifi-Stecker

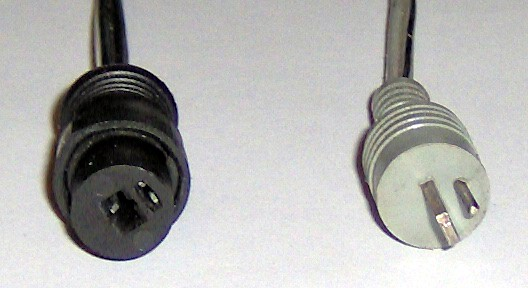
Lautsprecherkupplung und -stecker nach DIN 41529

### Lautsprecherstecker nach DIN 41529

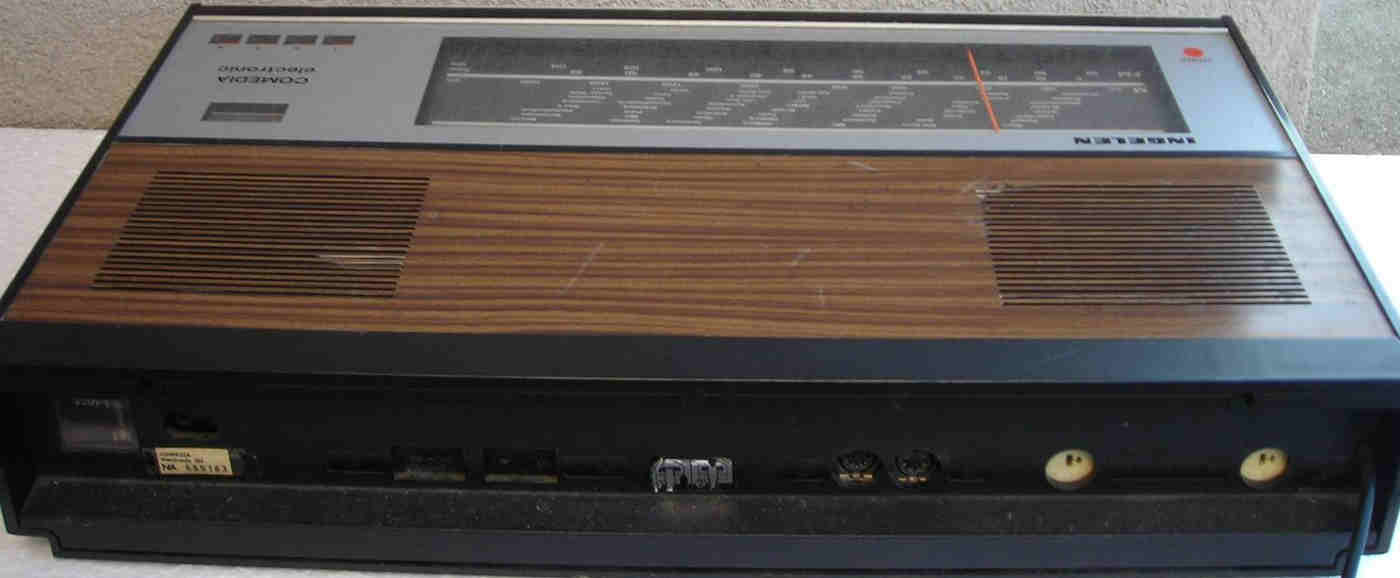
Ingelen-Radio mit zwei DIN-41529-Anschlüssen

Der nach DIN 41529 genormte, ebenfalls als Lautsprecherstecker bekannte Anschluss wurde 1959 eingeführt, um die alten nicht verpolungssicheren Lautsprecherstecker abzulösen. In nennenswertem Umfang fand er erst ab Mitte der 1960er-Jahre Verbreitung. Umgangssprachlich wird er auch als „LS-Stecker“ oder „Strich-Punkt-Stecker“ bezeichnet. Speziell im HIFI-Bereich war er bis in die 1980er-Jahre populär. Der Rundkontakt wird in der Regel mit dem Signal bzw. „+“ belegt, während die abgeflachte Seite mit Masse bzw. „–“ belegt ist. Nachteilig sind hier die relativ kleinen Kontaktelemente und der daraus resultierende hohe Übergangswiderstand, weshalb diese Steckerform nur für kleine Leistungen geeignet ist.

### Andere Verbindungsarten
Seit Ende der 1980er-Jahre werden Lautsprecherverbindungen oft durch Federklemmen realisiert, in die die Litzenkabel der Lautsprecher direkt eingeklemmt werden. Höherwertige Geräte verwenden Bananenbuchsen mit integrierter Schraubklemme (Polklemmen). Das Kabel kann an einem Bananenstecker, einem Kabelschuh oder einer Aderendhülse befestigt und eingesteckt oder direkt angeklemmt werden. Letzteres ist einfacher, führt aber wegen der nicht gasdichten Verbindung langsam zur Oxidation des Kupfers und zu einem größeren Übergangswiderstand. Der Massekontakt ist meist schwarz, die Phase rot eingefärbt. Auch an Lautsprecherboxen sind die Kabel meist nicht fest angeschlossen, sondern über derartige Verbinder.

## Professionelle und semiprofessionelle Stecker

### Klinkenstecker→Hauptartikel:Klinkenstecker
Instrumental-Verstärker in der Beschallungstechnik nutzen traditionell Klinken-Verbinder zum Anschluss interner und/oder externer Lautsprecher. Obwohl seit den 2000er-Jahren der eigens für den Lautsprecheranschluss geschaffene Speakon-Standard existiert, werden insbesondere bei Geräten der niedrigen bis mittleren Preislage Klinkenbuchsen und -stecker verwendet. Nachteile dieser Anschlussvariante sind:
- Die Kontakte sind nicht berührungsgesichert. Der SELV-Spannungsgrenzwert (25 Volt Wechselspannung) wird leicht überschritten.
- Es fließen hohe Ströme, die das Klinkenstecksystem bis in den Grenzbereich belasten. Bei einer Leistung von 500 Watt und einer Lautsprecher-Impedanz von 4 Ohm fließt bereits ein Strom von mehr als 10 Ampere.
- Während des Eindrückens des Steckers in die Buchse der Lautsprecherbox wird der Verstärker kurzgeschlossen und kann zerstört werden.
- Ein- und Ausgänge von Geräten sowie Schalteingänge (alle üblicherweise in 6,35-mm-Klinke) können verwechselt werden, wodurch hohe elektrische Leistungen in empfindliche Eingänge geleitet oder Ausgänge unzulässig parallel geschaltet werden können.

Bei sehr preiswerten Audiogeräten werden manchmal 3,5-mm-Klinkenstecker verwendet. Hier gibt es prinzipiell die gleichen Probleme, jedoch sind diese wegen der niedrigen übertragenen Leistungen nur von geringer Bedeutung.

### XLR-Verbindungen

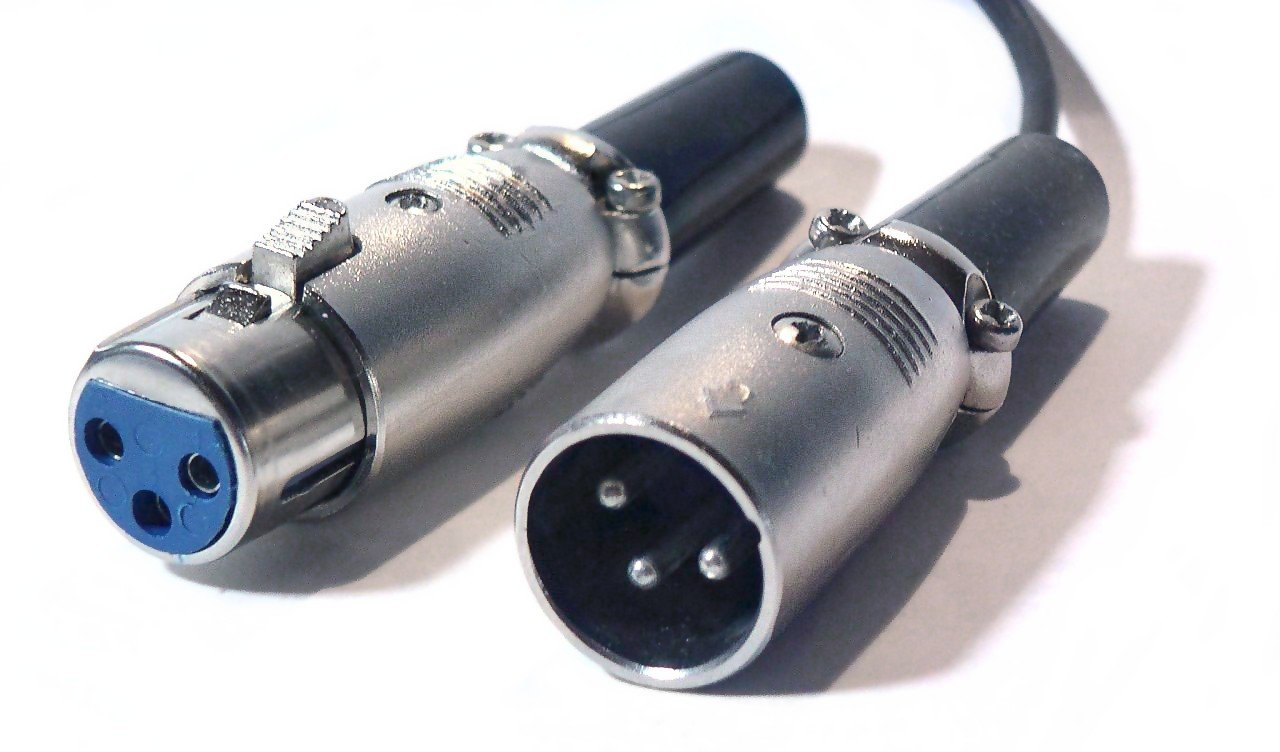
XLR-Stecker (weiblich und männlich) können mit entsprechendem Leitungsquerschnitt zum Anschluss von Lautsprechern verwendet werden

XLR-Stecker dienen hauptsächlich zur symmetrischen Signalübertragung im hochohmigen Bereich (Mikrofonanschlüsse). Dreipolige XLR-Anschlüsse werden aber auch im semiprofessionellen und professionellen Bereich zum Anschluss von Lautsprecherboxen verwendet. Im Leistungsbereich können an den Steckern berührgefährliche Spannungen anliegen und der männliche XLR ist nicht berührsicher. Daher kommen in seltenen Fällen (dann meist vierpolige) XLR-Stecker mit berührungsgeschütztem weiblichen Ausgang zum Einsatz.

### Speakon

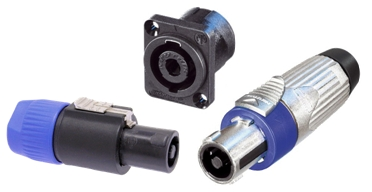
Neutrik-Speakon-Steckverbinder

Speakon ist ein von der Firma Neutrik entwickelter und hergestellter Lautsprecher-Steckverbinder für den professionellen Audiobereich. Er zeichnet sich durch Berührsicherheit, Robustheit, hohe Kontaktbelastbarkeit von 20 Ampere und sichere Verriegelung aus.
Verfügbar sind Speakon-Steckverbinder als zweipolige, vierpolige und achtpolige Version, wobei die zwei- und vierpoligen Typen untereinander kompatibel sind. Die achtpolige Version unterscheidet sich durch ihre größere Bauform. Durch die Anzahl verfügbarer Kontakte in nur einem Steckverbinder ist es möglich, mehrkanalige Passiv-Systeme, Satelliten-Subwoofer-Systeme oder Mehrkanal-Monitor-Lautsprecher-Konstellationen mit nur einem Kabel anzuschließen. Speakon hat sich als Quasi-Standard weltweit im professionellen Audiobereich etabliert.